# Đoàn Xá
Đoàn Xá là một xã thuộc huyện Kiến Thụy, thành phố Hải Phòng, Việt Nam.
Xã Đoàn Xá có diện tích 8,27 km², dân số năm 1999 là 8265 người, mật độ dân số đạt 999 người/km².
Đây là địa phương có dự án Đường cao tốc Ninh Bình – Hải Phòng đi qua.